# Caugagia
Caugagia – wieś w Rumunii, w okręgu Tulcza, w gminie Baia. W 2011 roku liczyła 262 mieszkańców.